# アニー賞 テレビアニメ作品賞
アニー賞 テレビアニメ作品賞（Annie Award for Best Animated Television Production）は、アニー賞の部門の一つで、一年間で最も優れたテレビアニメに対し授与される賞。この賞は1998年に、最優秀デイタイムテレビアニメ作品賞（Outstanding Achievement in an Animated Daytime Television Program）と最優秀プライムタイム及び深夜アニメ作品賞（Outstanding Achievement in an Animated Primetime or Late Night Television Program）という二つの賞に分けられたが、再び一つの賞に統合された。2008年には、副部門の子供向けテレビアニメ作品賞（Annie Award for Best Animated Television Production for Children）が新設された。この部門もここに記載する。

## 受賞作品

### 1990年代
- 1992年 (第20回) ザ・シンプソンズ
  - テイルスピン
  - レンとスティンピー
  - ダックにおまかせ ダークウィング・ダック
  - タイニー・トゥーンズ
- 1993年 (第21回) ザ・シンプソンズ
  - リトル・マーメイド
  - タイニー・トゥーンズ
  - レンとスティンピー
  - バットマン
- 1994年 (第22回) ザ・シンプソンズ
  - アニマニアックス
  - バットマン
  - ザ・クリティック（英語版）
  - レンとスティンピー
- 1995年 (第23回) ザ・シンプソンズ
  - バットマン
  - アニマニアックス
  - The Maxx（英語版）
  - ティック
- 1996年 (第24回) ザ・シンプソンズ
  - アニマニアックス
  - ガーゴイルズ
- 1997年 (第25回) ザ・シンプソンズ
  - デクスターズラボ
  - キング・オブ・ザ・ヒル
  - ピンキー&ブレイン
  - ティック
- 1998年 (第26回)
  - デイタイム: ザ・ニュー・バットマン/スーパーマン・アドベンチャー（英語版）
    - アングリー・ビーバーズ
    - アニマニアックス
    - ピンキー&ブレイン

  - プライムタイム: ザ・シンプソンズ
    - デクスターズラボ
    - キング・オブ・ザ・ヒル
    - サウスパーク
    - ピンキー&ブレイン Halloween
- 1999年 (第27回) ザ・シンプソンズ
  - バットマン・ザ・フューチャー
  - フューチュラマ
  - キング・オブ・ザ・ヒル
  - ザ・ニュー・バットマン/スーパーマン・アドベンチャー（英語版）

### 2000年代
- 2000年 (第28回)
  - デイタイム: ミッキーマウス・ワークス
    - リセス 〜ぼくらの休み時間〜
    - アングリー・ビーバーズ
    - バットマン・ザ・フューチャー
    - Histeria!（英語版）

  - プライムタイム: ザ・シンプソンズ
    - The PJs（英語版）
    - フューチュラマ
    - デクスターズラボ
    - スパイ・グルーヴ（英語版）
- 2001年 (第29回)
  - デイタイム: バットマン・ザ・フューチャー
    - アンジェラ・アナコンダ
    - ハウス・オブ・マウス
    - ディズニーのティーチャーズ・ペット（英語版）
    - Poochini: Coffee Dog

  - プライムタイム: ザ・シンプソンズ
    - フューチュラマ
    - インベーダー・ジム
    - Oops!フェアリーペアレンツ
    - タイム・スクアッド（英語版）
- 2002年 (第30回) ザ・シンプソンズ
  - キム・ポッシブル
  - 原始家族フリントストーン・オン・ザ・ロック（英語版）
  - フューチュラマ
  - インベーダー・ジム
- 2003年 (第31回) ザ・シンプソンズ
  - Captain Sturdy: The Originals
  - Oops!フェアリーペアレンツ
  - サムライジャック
  - スパイダーマン 新アニメシリーズ
- 2004年 (第32回) スポンジ・ボブ
  - ザ・バットマン
  - フォスターズ・ホーム
  - ジェニーはティーン☆ロボット
  - スター・ウォーズ クローン大戦
- 2005年 (第33回) スター・ウォーズ クローン大戦
  - アバター 伝説の少年アン
  - フォスターズ・ホーム
  - ジェニーはティーン☆ロボット
  - ザ・バットマン
- 2006年 (第34回) フォスターズ・ホーム
  - チャーリーとローラ
  - キング・オブ・ザ・ヒル
  - Oops!フェアリーペアレンツ
  - Wow! Wow! Wubbzy!（英語版）
- 2007年 (第35回)
  - 一般向け: 快適な生活〜ぼくらはみんないきている〜
    - ジェーンとドラゴン（英語版）
    - モラル・オレル（英語版）
    - ロボットチキン/スター・ウォーズ（英語版）
    - キム・ポッシブル

  - 子供向け:エル・ティグレ マニー・リベラの大冒険（英語版）
    - チャウダー
    - リトル・アインシュタイン
    - ピープ・アンド・ザ・ビッグ・ワイドワールド（英語版）
    - Sing×3♪ぼくら、バックヤーディガンズ!
- 2008年 (第36回)
  - 一般向け: ロボットチキン/スター・ウォーズ エピソード2（英語版）
    - キング・オブ・ザ・ヒル
    - モラル・オレル（英語版）
    - フィニアスとファーブ
    - ザ・シンプソンズ

  - 子供向け: アバター 伝説の少年アン
    - A Miser Brothers' Christmas（英語版）
    - フォスターズ・ホーム
    - Underfist: Halloween Bash（英語版）
    - The Mighty B!（英語版）
- 2009年 (第37回)
  - 一般向け: ウェイン&ラニー クリスマスを守れ!
    - Glenn Martin, DDS（英語版）
    - Merry Madagascar（英語版）
    - ザ・シンプソンズ

  - 子供向け: ザ・ペンギンズ from マダガスカル
    - ミッキーマウス クラブハウス
    - スポンジ・ボブ
    - The Marvelous Misadventures of Flapjack（英語版）
    - The Mighty B!（英語版）

### 2010年代
- 2010年 (第38回)
  - 一般向け: フューチュラマ
    - シュレック 怖がりやは誰だ
    - スター・ウォーズ/クローン・ウォーズ
    - ザ・シンプソンズ

  - 子供向け: スポンジ・ボブ
    - アドベンチャー・タイム
    - Cloudbread
    - ファンボーイ・アンド・チャム・チャム（英語版）
    - レギュラーSHOW〜コリない2人〜
- 2011年 (第39回)
  - 一般向け: ザ・シンプソンズ
    - アーチャー（英語版）
    - グリーン・ランタン: ザ・アニメシリーズ（英語版）
    - Hoops & YoYo Ruin Christmas
    - Mad（英語版）
    - Mary Shelley's Frankenhole（英語版）
    - Prep & Landing: Naughty vs. Nice（英語版）
    - スター・ウォーズ/クローン・ウォーズ

  - 子供向け: おかしなガムボール
    - ファンボーイ・アンド・チャム・チャム（英語版）
    - カンフー・パンダ ザ・シリーズ
    - ペンギンズ FROM マダガスカル ザ・ムービー
- 2012年 (第40回)
  - 一般向け: ロボットチキン DCコミック・スペシャル（英語版）
    - Archer: Space Race, Part 1（英語版）
    - ボブズ・バーガーズ（英語版）: Ear-sy Rider（英語版）
    - Motorcity: Blonde Thunder
    - Mad（英語版）: FrankenWinnie/ParaMorgan
    - South Park: Raising the Bar（英語版）

  - 子供向け: ヒックとドラゴン
    - アドベンチャー・タイム
    - レゴ スター・ウォーズ
    - ザ・ペンギンズ from マダガスカル
    - スポンジ・ボブ
    - おかしなガムボール
    - Oops!フェアリーペアレンツ
    - レジェンド・オブ・コーラ

  - 未就学児向け: バブル・グッピーズ
    - チャギントン
    - ジェイクとネバーランドのかいぞくたち
    - ドックはおもちゃドクター
    - ジャスティン・タイム（英語版）
- 2013年 (第41回)
  - 一般向け: フューチュラマ
    - アーチャー（英語版）
    - ボブズ・バーガーズ（英語版）
    - トロン：ライジング
    - モーターシティ

  - 子供向け: アドベンチャー・タイム
    - ビウェア・ザ・バットマン（英語版）
    - 怪奇ゾーン グラビティフォールズ
    - カンフー・パンダ ザ・シリーズ
    - レギュラーSHOW〜コリない2人〜
    - びっくりスケアリー
    - ティーン・タイタンズGO!
    - レジェンド・オブ・コーラ

  - 未就学児向け: ちいさなプリンセス ソフィア
    - バブル・グッピーズ
    - ドックはおもちゃドクター
    - ジャスティン・タイム（英語版）
    - ピーターラビットのだいぼうけん（英語版）
- 2014年 (第42回)
  - 一般向け: ザ・シンプソンズ
    - アーチャー（英語版）
    - Back to Backspace（英語版）
    - ボブズ・バーガーズ（英語版）
    - リック・アンド・モーティ
    - マイク・タイソン・ミステリーズ（英語版）
    - レギュラーSHOW〜コリない2人〜

  - 子供向け: 怪奇ゾーン グラビティフォールズ
    - アドベンチャー・タイム
    - レジェンド・オブ・コーラ
    - オーバー・ザ・ガーデンウォール
    - なんだかんだワンダー

  - 未就学児向け: タンブルリーフ（英語版）
    - ドックはおもちゃドクター
    - ピーターラビットのだいぼうけん（英語版）
    - Wallykazam!（英語版）
    - Zack & Quack
- 2015年 (第43回)
  - 一般向け: ザ・シンプソンズ
    - ボブズ・バーガーズ（英語版）
    - ボージャック・ホースマン
    - Moonbeam City（英語版）

  - 子供向け: なんだかんだワンダー
    - ぼくはクラレンス!
    - 怪奇ゾーン グラビティフォールズ
    - Harvey Beaks（英語版）
    - Sanjay and Craig（英語版）
    - 悪魔バスター★スター・バタフライ
    - スティーブン・ユニバース

  - 未就学児向け: タンブルリーフ（英語版）
    - バブル・グッピーズ
    - パウ・パトロール
    - ピーターラビットのだいぼうけん（英語版）
    - せいぶのねこキャリー
    - Transformers: Rescue Bots（英語版）

- 2016年 (第44回)
  - 一般向け: ボブズ・バーガーズ（英語版）
    - ボージャック・ホースマン
    - Long Live the Royals（英語版）
    - ザ・シンプソンズ
    - ザ・ベンチャー・ブラザーズ（英語版）

  - 子供向け: アドベンチャー・タイム
    - ドリームワークス ヴォルトロン
    - アバローのプリンセス エレナ
    - ティーンエイジ・ミュータント・ニンジャ・タートルズ
    - なんだかんだワンダー
    - スポンジ・ボブ

  - 未就学児向け: タンブルリーフ（英語版）
    - ストーリーボットにきいてみよう（英語版）
    - Peg + Cat（英語版）
    - Puffin Rock（英語版）
    - はたらくクルマのスティンキーとダーティー
    - セサミストリート

- 2017年 (第45回)
  - 一般向け: リック・アンド・モーティ
    - ビッグマウス
    - ボージャック・ホースマン
    - ロボット・チキン
    - サムライジャック

  - 子供向け: ぼくらベアベアーズ
    - Buddy Thunderstruck（英語版）
    - ロスト・イン・オズ（英語版）
    - Niko and the Sword of Light（英語版）
    - ラプンツェル ザ・シリーズ

  - 未就学児向け: すすめ!オクトノーツ
    - ミッキーマウスとロードレーサーズ
    - Peg + Cat（英語版）
    - はたらくクルマのスティンキーとダーティー（英語版）
    - Through the Woods

- 2018年 (第46回)
  - 一般向け: ボージャック・ホースマン
    - ビッグマウス
    - ボブズ・バーガーズ（英語版）
    - Human Kind Of（英語版）
    - ザ・ベンチャー・ブラザーズ（英語版）

  - 子供向け: ヒルダの冒険
    - Kung Fu Panda: The Paws of Destiny（英語版）
    - Little Big Awesome（英語版）
    - ライズ・オブ・ザ・ティーンエイジ・ミュータント・ニンジャ・タートルズ（英語版）
    - トロールハンターズ: アルカディア物語（英語版）

  - 未就学児向け: ストーリーボットにきいてみよう（英語版）
    - Dinotrux: Supercharged（英語版）
    - ヘイ・ダギー（英語版）
    - しゅつどう!パジャマスク
    - タンブルリーフ（英語版）

- 2019年 (第47回)
  - 一般向け: ボージャック・ホースマン
    - ビッグマウス
    - ハーレイ・クイン（英語版）
    - Tuca & Bertie
    - アンダン 〜時を超える者〜

  - 子供向け: ミッキーマウス!
    - Niko and the Sword of Light（英語版）
    - ライズ・オブ・ザ・ティーンエイジ・ミュータント・ニンジャ・タートルズ（英語版）
    - 3Below: Tales of Arcadia（英語版）
    - トムとジェリー ショー

  - 未就学児向け: ストーリーボットにきいてみよう（英語版）
    - アバローのプリンセス エレナ
    - Let's Go Luna!
    - Norman Picklestripes（英語版）
    - Xavier Riddle and the Secret Museum（英語版）

### 2020年代
- 2020年（第48回）
  - 一般向け：プライマル（英語版）
  - 未就学児向け：パディントンのぼうけん

- 2021年（第49回）
  - 一般向け：アーケイン
    - Bob's Burgers（英語版）
    - Love, Death + Robots
    - スター・ウォーズ: ビジョンズ
    - Tuca & Bertie

  - 未就学児向け：せかいはふしぎでできている!（英語版）
    - マペット・ベビー
    - ODO（英語版）
    - Stillwater（英語版）
    - Xavier Riddle and the Secret Museum（英語版）

#### 子供向け
| 年            | タイトル                                                        | エピソード                                                     | 制作会社                                                       | 配給                      |
| ------------- | --------------------------------------------------------------- | -------------------------------------------------------------- | -------------------------------------------------------------- | ------------------------- |
| 2020 (第48回) | ヒルダの冒険 (Hilda)                                            | "Chapter 9: The Deerfox"                                       | Silvergate Media for Netflix                                   | Netflix                   |
| 2020 (第48回) | Rise of the Teenage Mutant Ninja Turtles                        | "Finale Part 4: Rise"                                          | ニコロデオン・アニメーション・スタジオ                         | ニコロデオン              |
| 2020 (第48回) | シーラとプリンセス戦士 (She-Ra and the Princesses of Power)     | エセリアの中枢部（ちゅうすうぶ）（パート2） ("Heart" (Part 2)) | ドリームワークス・アニメーション                               | Netflix                   |
| 2020 (第48回) | スター・ウォーズ/クローン・ウォーズ (Star Wars: The Clone Wars) | "Shattered"                                                    | ルーカスフィルム・アニメーション                               | Disney+                   |
| 2020 (第48回) | ビクター&バレンティノ (Victor and Valentino)                    | "Lonely Haunts Club 3: La Llorona"                             | カートゥーン ネットワーク・スタジオ                            | カートゥーン ネットワーク |
| 2021 (第49回) | プリンセス・マヤと3人の戦士たち (Maya and the Three)            | 太陽と月 ("The Sun and the Moon")                              | Netflix                                                        | Netflix                   |
| 2021 (第49回) | ふしぎの国 アンフィビア (Amphibia)                              | 明かされる真実 ("True Colors")                                 | ディズニー・テレビジョン・アニメーション                       | ディズニー・チャンネル    |
| 2021 (第49回) | カルメン・サンディエゴ (Carmen Sandiego)                        | "The Himalayan Rescue Caper"                                   | Houghton Mifflin Harcourt Publishing and DHX Media for Netflix | Netflix                   |
| 2021 (第49回) | ダグの日常 (Dug Days)                                           | "Science"                                                      | ピクサー・アニメーション・スタジオ                             | Disney+                   |
| 2021 (第49回) | We the People                                                   | "Active Citizenship"                                           | Laughing Wild, Higher Ground Productions, Netflix              | Netflix                   |
| 2022 (第50回) | Abominable and the Invisible City                               | "Everest Returns"                                              | ドリームワークス・アニメーション                               | Peacock/Hulu              |
| 2022 (第50回) | Big Nate                                                        | "The Legend of the Gunting"                                    | ニコロデオン・アニメーション・スタジオ                         | Paramount+                |
| 2022 (第50回) | ムーミン谷のなかまたち (Moominvalley)                           | "Lonely Mountain"                                              | ガッツィ・アニメーション                                       | YLE/SKY                   |
| 2022 (第50回) | アウルハウス (The Owl House)                                    | キングの大きな決断 ("King's Tide")                             | ディズニー・テレビジョン・アニメーション                       | ディズニー・チャンネル    |
| 2022 (第50回) | We Baby Bears                                                   | "The Real Crayon"                                              | カートゥーン ネットワーク・スタジオ                            | カートゥーン ネットワーク |